# دهستان مهروان
مهروان، دهستانی است از توابع بخش مرکزی شهرستان نکا در استان مازندران ایران. 
مرکز دهستان مهروان روستای گل‌خیل می‌باشد.
این دهستان شامل روستاهای آجند، اسکاردین، دوراب، گل چال‌سر، ملیج گاله، نداف‌خیل، چوپان بنه اجند، درزی محله، خانه‌سر، شوراب‌سر، کلت، کمیشان، گل‌خیل، لاکتراشان، میانگاله، چناربن، چاله‌پل، آبلو می‌باشد.

## جمعیت
براساس سرشماری سال ۱۳۸۵جمعیت آن ۱۰۸۸۴ نفر (۲۶۸۱ خانوار) بوده‌است.